# 延龄草属
延龄草属（学名：Trillium）是黑藥花科下的一个属，为直立、不分枝草本植物。该属共有约30种，分布于东亚和北美的溫帶地區。

## 描述
此屬植物為多年生草本植物，植株自根莖長出。其種子則由螞蟻傳播。

## 文化
一種白色的延齡草成為了加拿大安大略省的官方標誌。

## 保育
採摘延齡草的一部分可以導致整棵植株的死亡，不論其根莖是否完整無缺。某些種的延齡草被列為易危或瀕危。在美國密歇根州和明尼蘇達州，採摘延齡草已被立法禁止。在紐約，採摘紅色延齡草是犯法的。

## 屬內品種

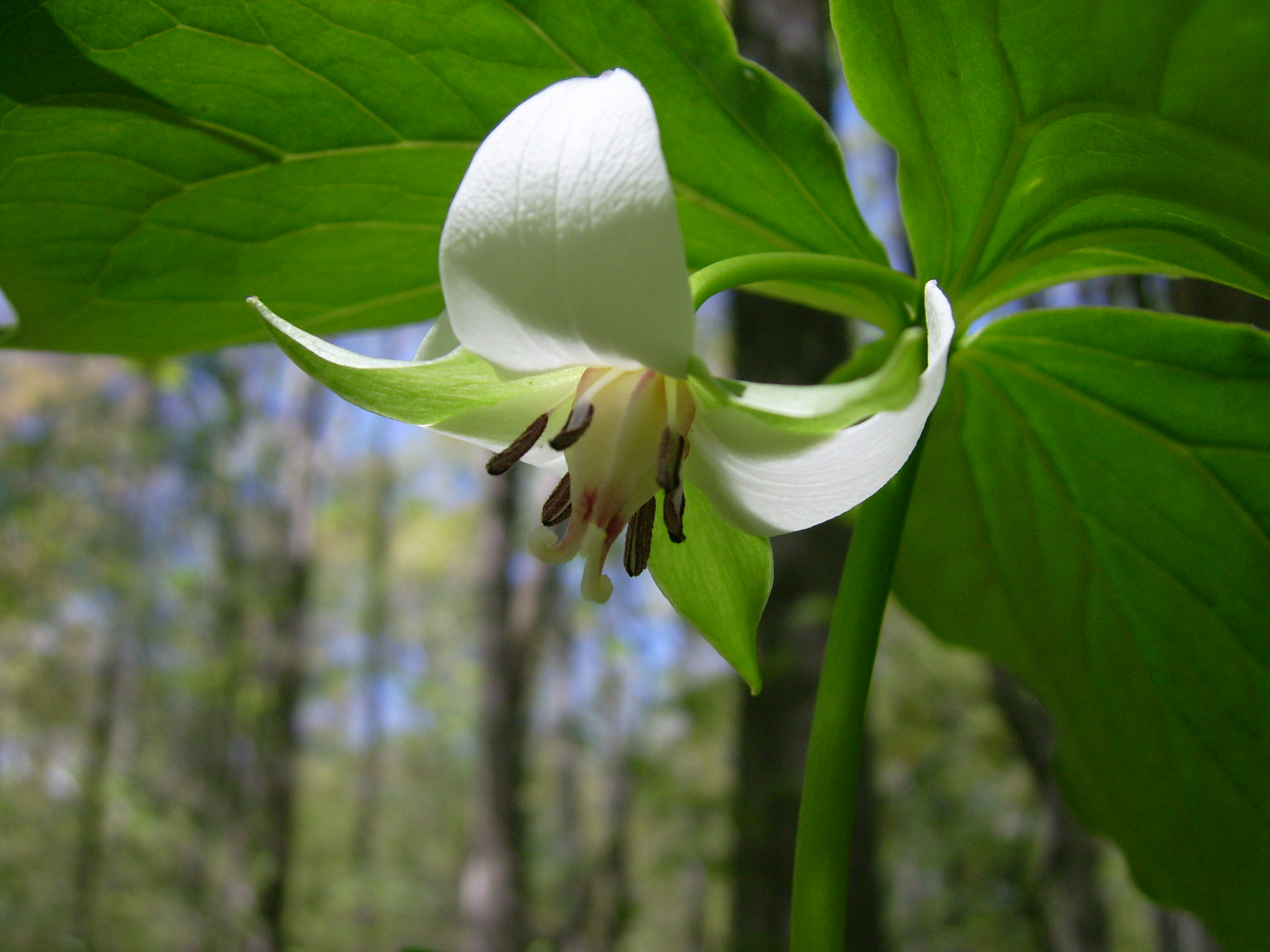
點頭延齡草(Trillium cernuum)
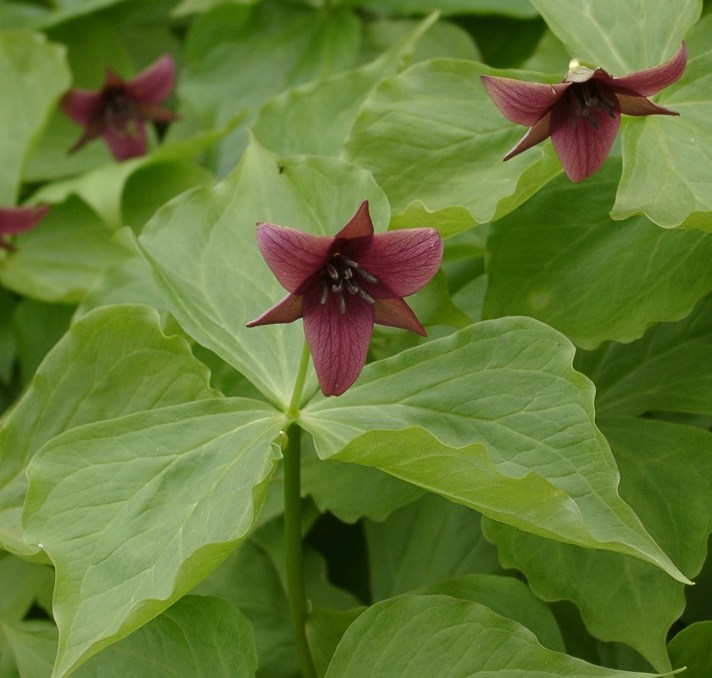
紅色延齡草(Trillium erectum)
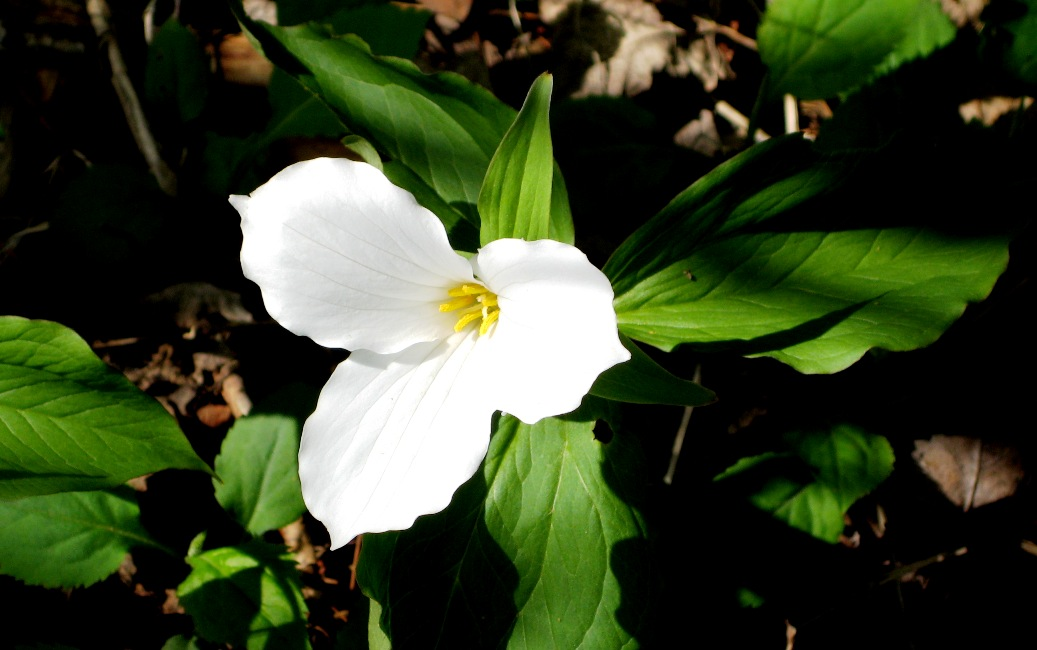
Great white trillium (Trillium grandiflorum)
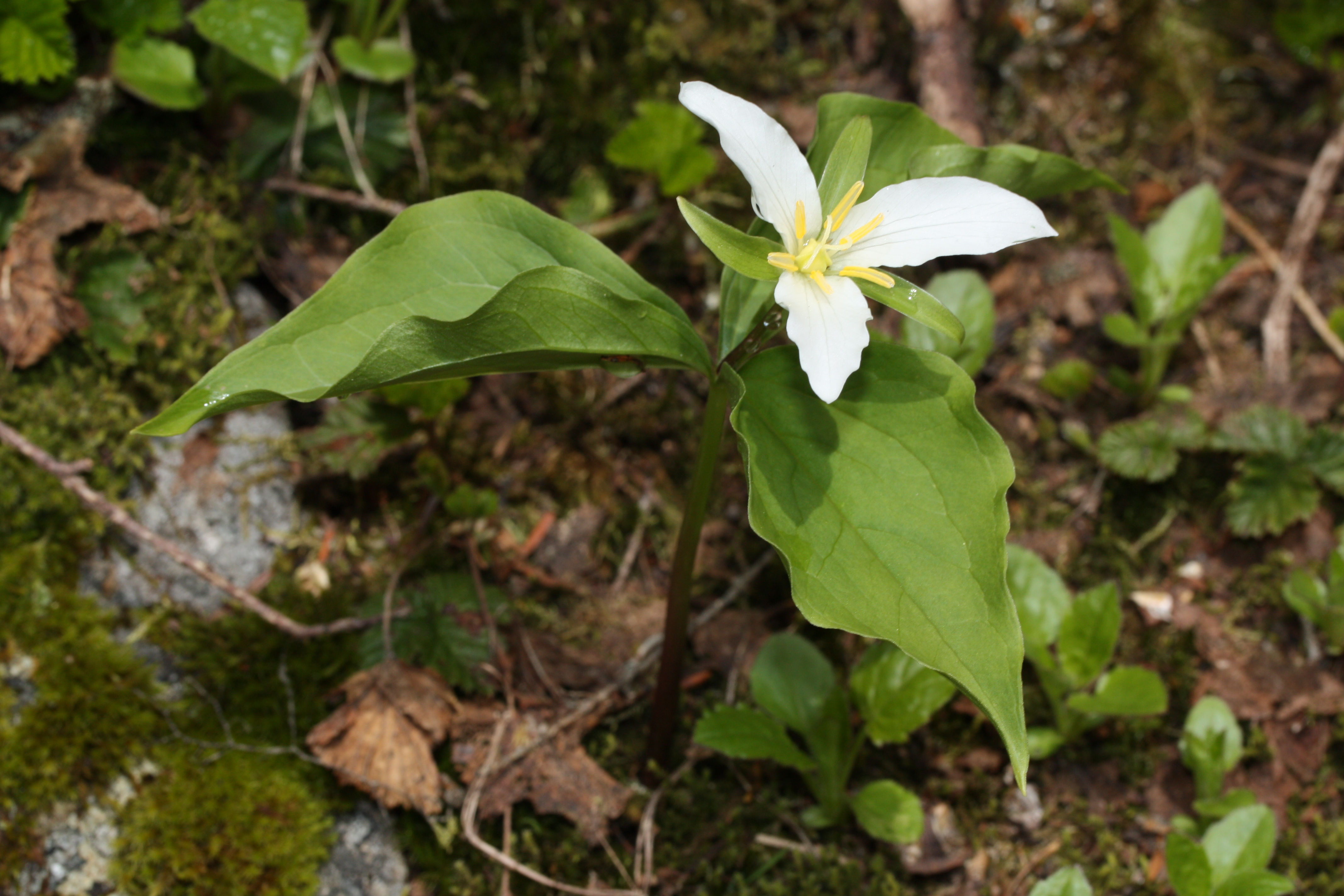
Western wake-robin (Trillium ovatum)
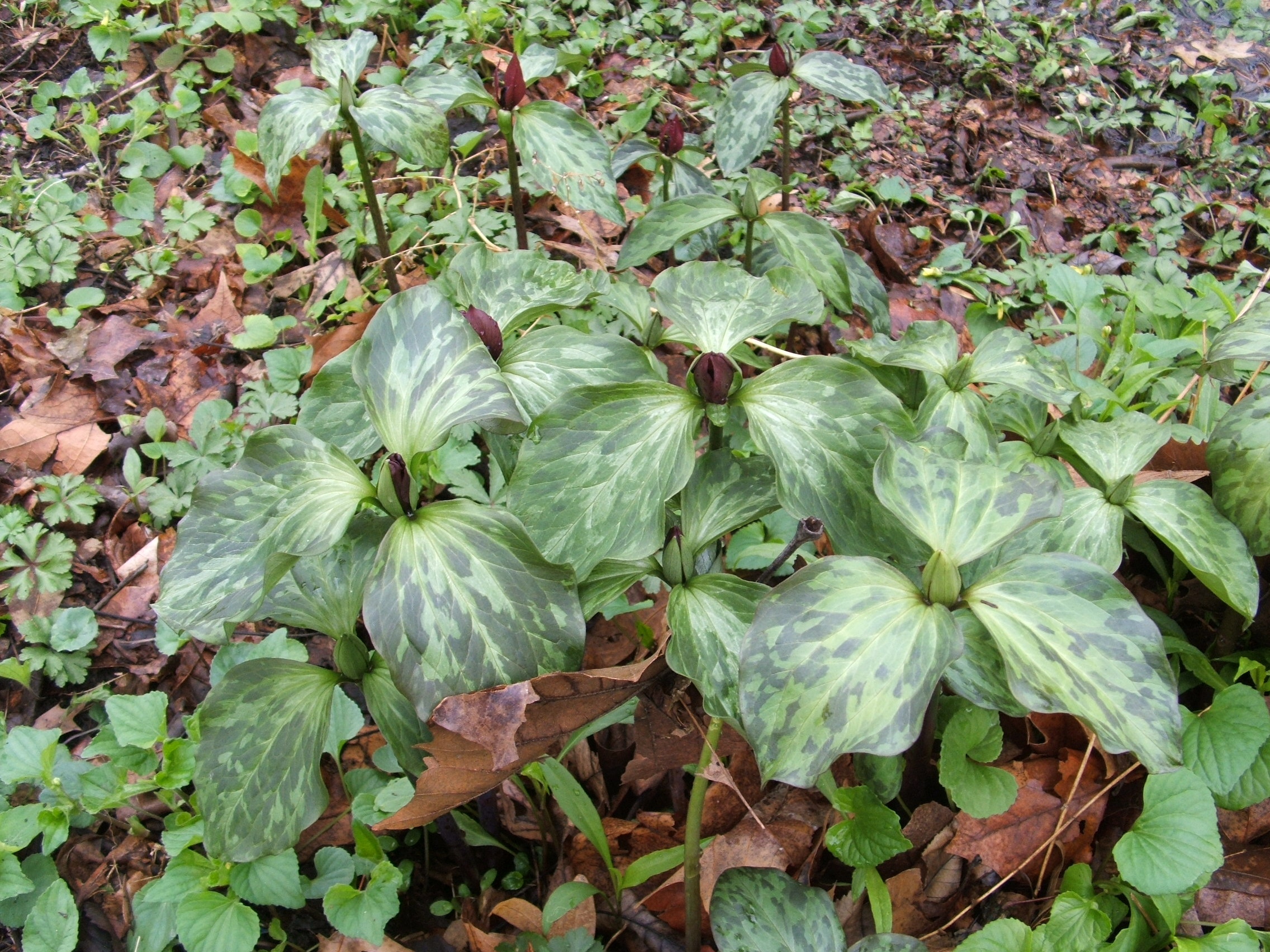
Prairie trillium (Trillium recurvatum)
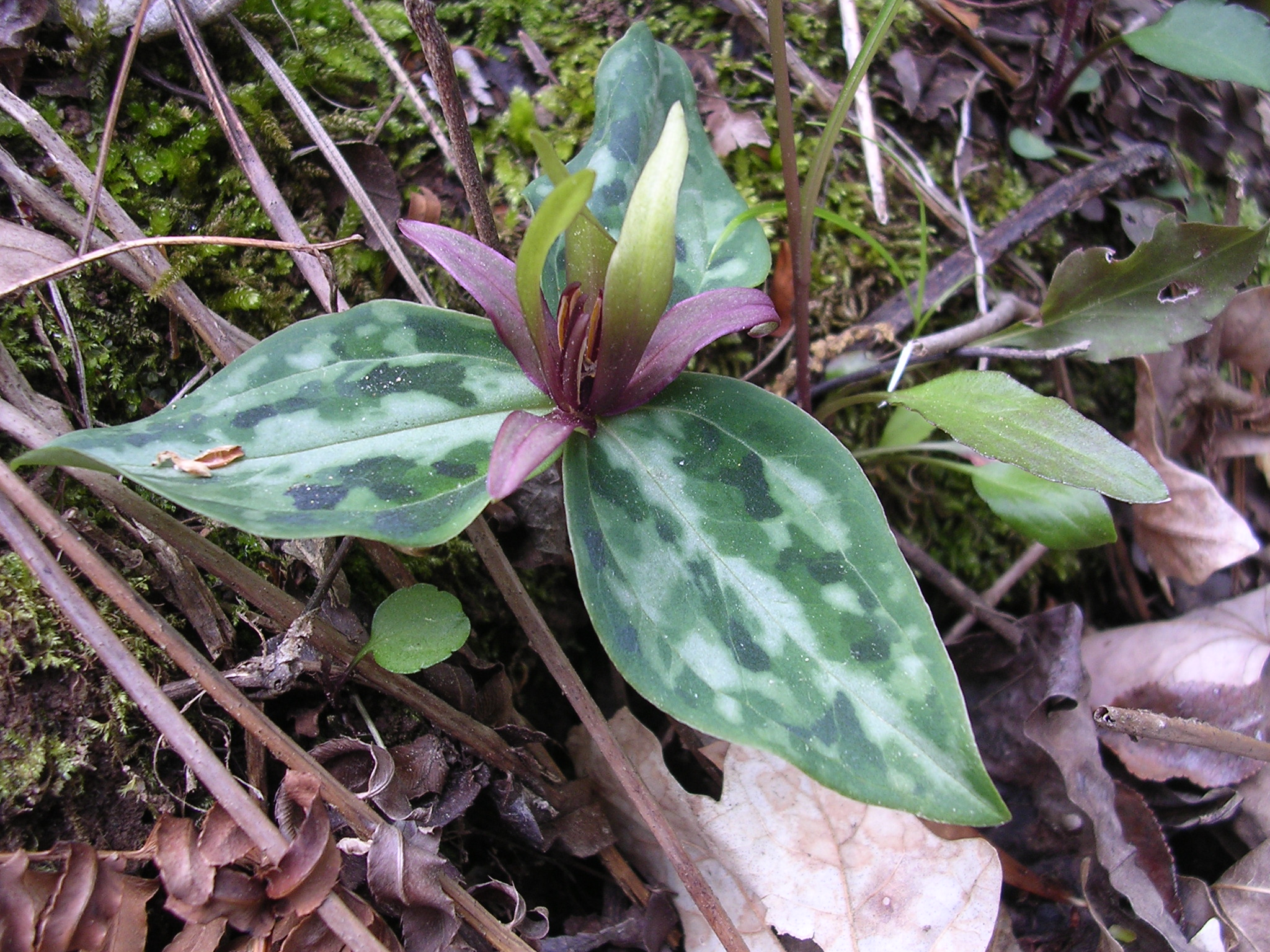
Relict trillium (Trillium reliquum) 一瀕危物種
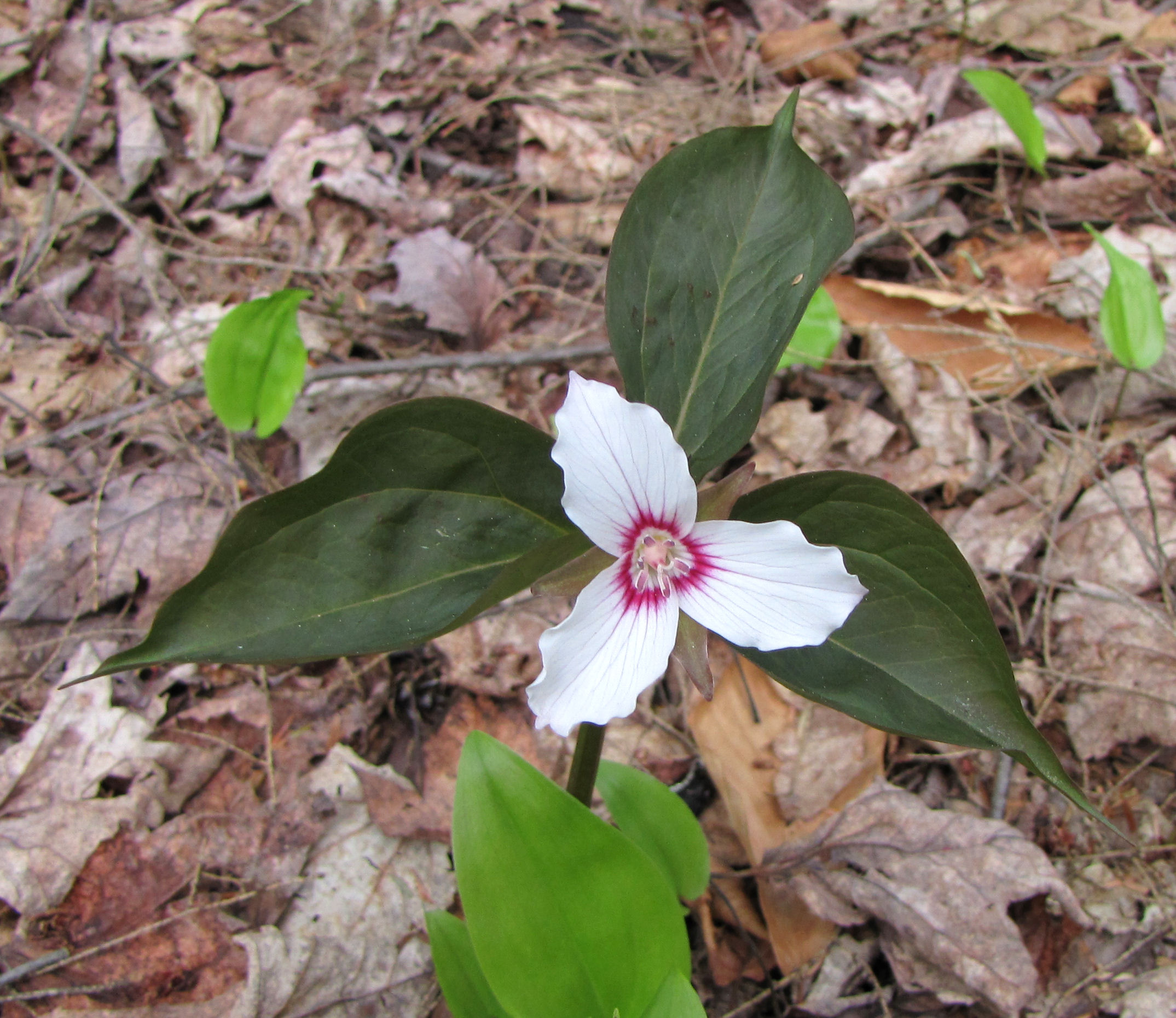
Painted trillium (Trillium undulatum)